# Кларк-тауэр
Кларк-тауэр (англ. Clark Tower) — 34-этажный небоскрёб, являющийся третьим (после 100 North Main и Морган-Киган-тауэр) самым высоким зданием в Мемфисе, штата Теннесси. Высота составляет 120 метров, в том числе 9 метровый шпиль. Общая площадь комнат здания — 60 300 м². Здание было построено в 1970—1971 гг. и открыто в 1972 году, оно находится в собственности и управляется компанией «In-Rel Management».

## История
Кларк-тауэр был построен в начале 1970-х годов девелопером Уильямом Б. Кларком. Она была сооружена к востоку от меньшей Уайт-Стейшн-тауэр, построенной Кларком в 1967 году. Кларк-тауэр и его семиэтажный парковочный гараж располагаются на территории, которую раньше занимали 27 домов вдоль Харви-роуд. Когда в 1971 году строительство здания было закончено, Кларк-тауэр стал высочайшим офисным зданием в долине реки Миссисипи между Сент-Луисом и Новым Орлеаном. Планировалось, что он станет частью большого совмещённого взаимосвязанного комплекса зданий, включающего в себя высотный отель на 400 номеров и региональный торговый центр. Другое офисное здание, идентичное Кларк-тауэр, планировалось возвести на пересечении улиц «Mendenhall» и «Sanderlin». Высотный отель, торговый центр и башня-близнец так и не были построены, прилегающие к Кларк-тауэр земли были позднее использованы в других коммерческих целях.
Проект Кларк-тауэр принадлежит архитектору Роберту Ли Холл, который также является автором проектов 100 North Main в даунтауне Мемфиса и Паттерсон-холла, относящемуся к Университету Мемфиса. Строительство здания началось в июле 1970 года, работы завершились 9 июля 1971 года. Последний капитальный ремонт здания прошёл в 2004 году. В здании сдаются в аренду офисы класса A — высочайшего уровня.
Зданию был нанесён серьёзный ущерб во время бури 22 июля 2003 года. С юго-западной стороны Кларк-тауэра были выбиты окна.

## Особенности конструкции
Кларк-тауэр является одной из самых узнаваемых достопримечательностей для жителей Мемфиса и его гостей. Построенное на достаточно высокой территории, здание легко просматривается с расстояния до 16 км, включая аэропорты Бартлетт и Международный аэропорт Мемфиса. Над Кларк-тауэром возвышается флаг США, которые вместе с башней подсвечиваются ночью.